# Chakan
Chakan è una suddivisione dell'India, classificata come census town, di 21.674 abitanti, situata nel distretto di Pune, nello stato federato del Maharashtra. In base al numero di abitanti la città rientra nella classe III (da 20.000 a 49.999 persone).

## Geografia fisica
La città è situata a 18° 45' 0 N e 73° 50' 60 E e ha un'altitudine di 645 m s.l.m..

## Società

### Evoluzione demografica
Al censimento del 2001 la popolazione di Chakan assommava a 21.674 persone, delle quali 11.735 maschi e 9.939 femmine. I bambini di età inferiore o uguale ai sei anni assommavano a 3.166, dei quali 1.691 maschi e 1.475 femmine. Infine, coloro che erano in grado di saper almeno leggere e scrivere erano 15.671, dei quali 9.178 maschi e 6.493 femmine.